# Alan Chesney
Alan Malcolm Chesney (* 28. April 1949 in Christchurch) ist ein ehemaliger neuseeländischer Hockeyspieler.
Er wurde mit der Neuseeländischen Nationalmannschaft 1976 Olympiasieger.